# Aleksander Aleksandrovič Aljabjev
Aleksander Aleksandrovič Aljabjev (rusko Алекса́ндр Алекса́ндрович Аля́бьев), ruski skladatelj, * 15. avgust (4. avgust, ruski koledar) 1787, Tobolsk, Ruski imperij (sedaj Rusija), † 6. marec (22. februar) 1851, Moskva, Ruski imperij (sedaj Rusija).
Komponiral je opero Noč v mesečini, romance, samospeve, ...